# クリスチャンスフェルド
クリスチャンスフェルド（デンマーク語: Christiansfeld）は、南デンマーク地域の南ユトランドにあるコリング市の町名。人口2,977人（2022年1月1日現在）。1773年、モラヴィア兄弟団（モラヴィア教会）によって建設され、デンマーク王クリスチャン7世に因んで命名された。2015年7月に、「モラヴィア教会の入植地クリスチャンスフェルド」（英語: Christiansfeld, a Moravian Church Settlement / フランス語: Christianfeld, une colonie de l’Église morave）として世界文化遺産に登録された。世界遺産文献ではクリスチャンフェルド、クリスティアンスフェル、クリスチャンスフェルト等の表記の揺れがある（後述）。デンマーク語の転写では、クレスチャンフェルト（[kræsdjansʼfæl’d]）となる。

## 歴史
クリスチャンスフェルドの大部分は1773年から1800年の間に緻密な都市計画に基づいて建設された。建設奨励のためにクリスチャン7世は、10年間の免税期間を設け、新家屋の建設費用10%を補助した。シュレースヴィヒ公国によって公式に小規模なマーケットタウン（flække）として設計された多くの町の一つである。
1864年、クリスチャンスフェルドを含むシュレースヴィヒは第二次シュレースヴィヒ＝ホルシュタイン戦争の結果、プロイセンに割譲された。
1920年、ヴェルサイユ条約に基づいて行われた住民投票でスナユラン県はデンマークに帰属することを選択した。再編入後もモラヴィア教会は18世紀の町建設時に獲得した権利は一部を除き喪失した。例えば、町長指名権を失い、1920年に選出されたデンマーク人最初の町長は教会関係者ではなかった。この頃、教会は信者の減少を理由として学校も売却している。
1970年から2007年の間、 クリスチャンスフェルド市の市庁舎が置かれていたが、2007年の市町村大合併によりコリング市に編入され、市庁所在地の地位を失った。
今日、旧市街、モラヴィア教会とその明るく簡素でありながら印象深いホール、特別な墓地があり、毎年数千人の観光客を惹きつける観光名所となっている。その良好な建築の保存状態もあって1993年に世界遺産暫定リストに掲載され、2015年7月4日、世界文化遺産に登録された。
クリスチャンスフェルドはハニーケーキで有名である。1783年より秘伝のレシピによって焼かれている。2008年まで18世紀のオリジナルレシピに基づくケーキも焼かれていたが、新しい国の衛生基準が制定されたことにより、改められた。しかし依然としてオリジナルのレシピも使われている。

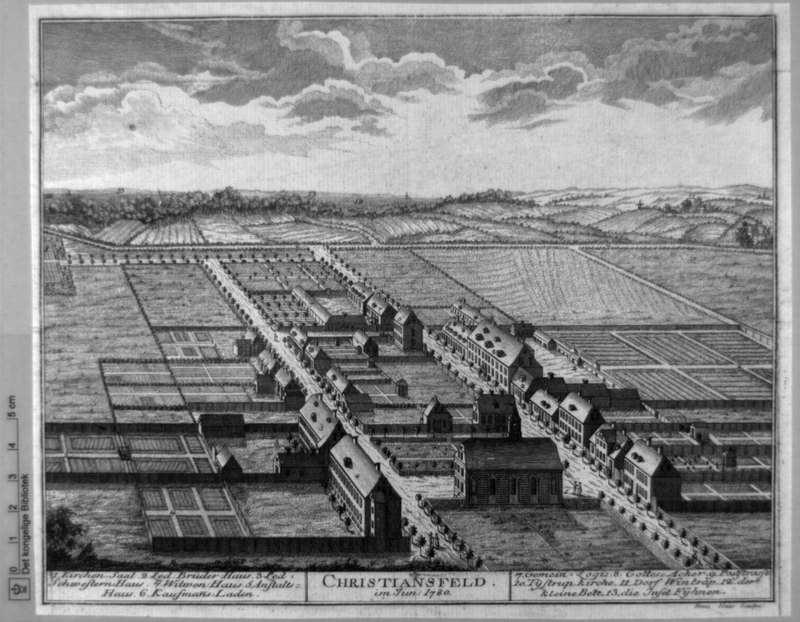
1780年当時のクリスチャンスフェルド
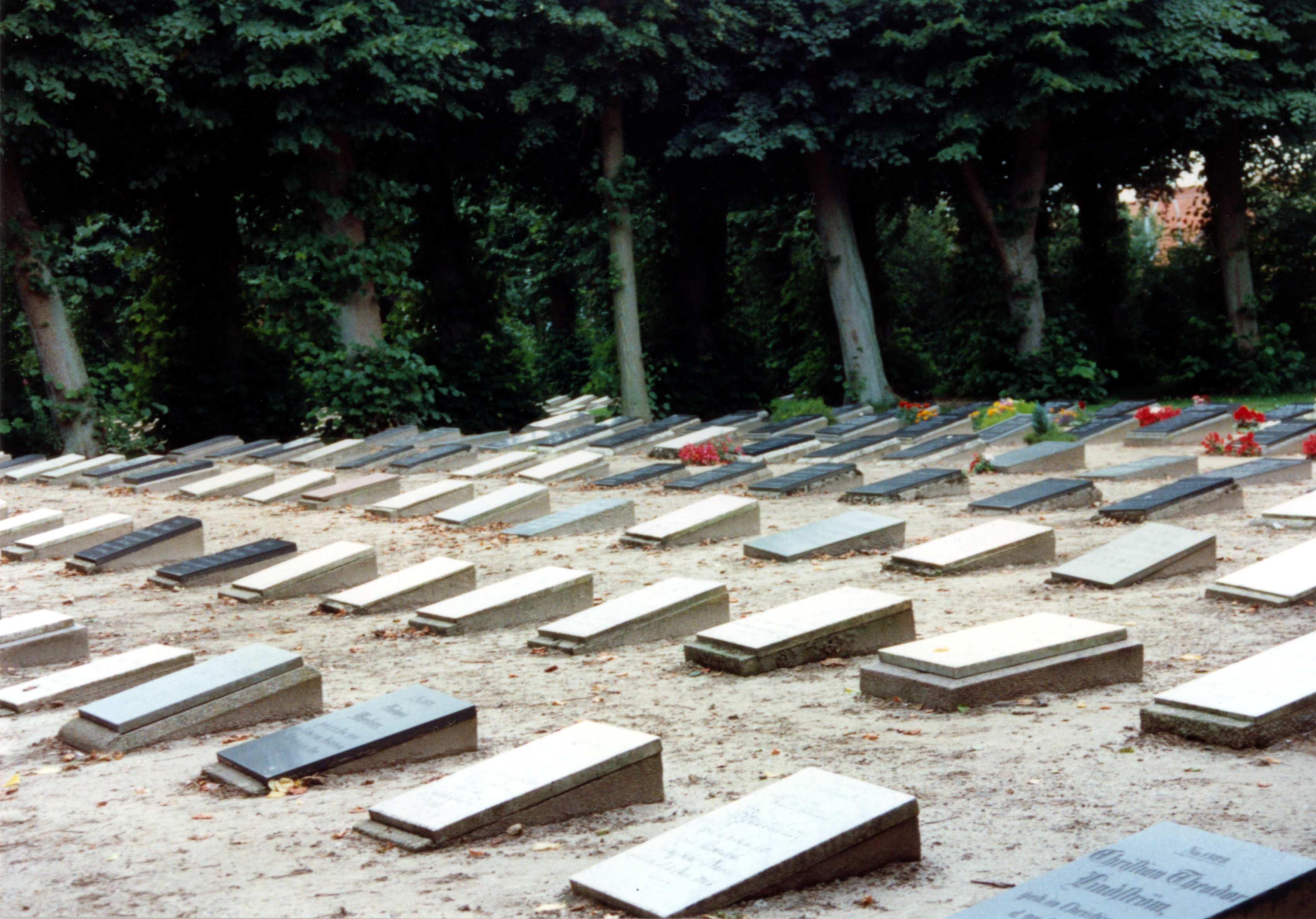
教会墓地
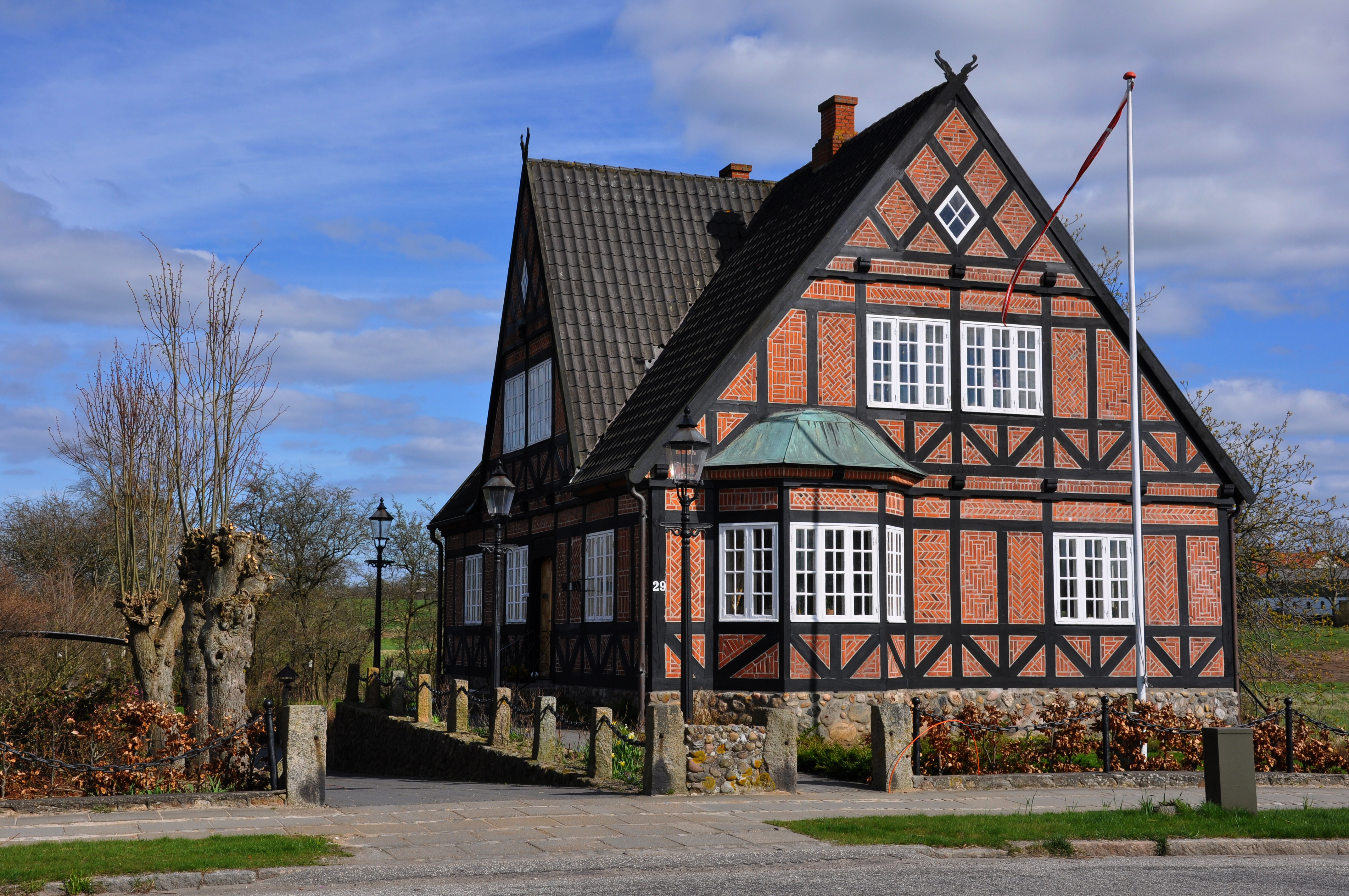
クリスチャンスフェルドの家屋

## 世界遺産
2015年の第39回世界遺産委員会で登録された。登録に際しては、モラヴィア教会（モラヴィア兄弟団）の理想が投影された都市計画で、啓蒙思想にも繋がる平等などの価値観が重視されている点などが評価された。
2024年にドイツのヘルンフート、イギリスのグレースヒルと米国のベスレヘムに拡大登録された。

### 登録基準
この世界遺産は世界遺産登録基準のうち、以下の条件を満たし、登録された（以下の基準は世界遺産センター公表の登録基準からの翻訳、引用である）。
- (3) 現存するまたは消滅した文化的伝統または文明の、唯一のまたは少なくとも稀な証拠。
- (4) 人類の歴史上重要な時代を例証する建築様式、建築物群、技術の集積または景観の優れた例。

### 日本語名
この物件の日本語名称は、以下のようにかなりの揺れが見られる。
- モラヴィア教会の入植地クリスチャンフェルド - 日本ユネスコ協会連盟[8]
- クリスティアンスフェル：モラヴィア教会入植地 - 世界遺産検定事務局[7]
- モラヴィア兄弟団の集落クリスチャンスフェルト - 東京文化財研究所[10]
- モラヴィア兄弟団の町クリスチャンズフェルド - 鈴木地平[11]
- モラヴィア教会の入植地クリスチャンスフェルド - なるほど知図帳・世界[12]

## 脚註
1. ↑  BY3: Population 1st January by urban areas, area and population density デンマーク統計局（英語版）データベース
2. ↑  Dansk Stednavne Leksikon, JYLLAND - Sydlige del, FYN med omliggende øer, (page 30). ISBN 87-00-55221-6 (in Danish)
3. ↑  新谷俊裕・大辺理恵・間瀬英夫, ed. (2009), “デンマーク語固有名詞カナ表記小辞典”, IDUN －北欧研究－ (大阪大学世界言語研究センターデンマーク語・スウェーデン語研究室) (別冊２号):  63
4. ↑  クリスチャンスフェルド版タウンウォーク
5. ↑  UNESCO World Heritage Centre
6. ↑  “Sites in Denmark, France and Turkey inscribed on UNESCO’s World Heritage List”. unesco.org.   UNESCO (2015年7月4日). 2015年7月8日閲覧。
7. 1 2  世界遺産検定事務局 2016, p. 213
8. 1 2  日本ユネスコ協会連盟 2015, p. 25
9. ↑  “Moravian Church Settlements” (英語). UNESCO World Heritage Centre. 2025年4月20日閲覧。
10. ↑  東京文化財研究所 2015, p. 272
11. ↑  鈴木地平「第39回世界遺産委員会の概要」『月刊文化財』626号（2015年11月）p.43
12. ↑  『なるほど知図帳 世界2016』昭文社、2016年、p.132